# Ревероль
Ревероль (фр. Reverolle) — колишня громада  в Швейцарії в кантоні Во, округ Морж. 2021 року громади Апль, Бюсі-Шардоне, Котан, Панпіньї, Ревероль і Севері об'єдналися в громаду Отморж.

## Географія
Громада розташована на відстані близько 90 км на південний захід від Берна, 15 км на захід від Лозанни.
Ревероль має площу 1,2 км², з яких на 15,5% дозволяється будівництво (житлове та будівництво доріг), 82,8% використовуються в сільськогосподарських цілях, 1,7% зайнято лісами, 0% не є продуктивними (річки, льодовики або гори).

## Демографія
2019 року в громаді мешкало 411 осіб (+19,8% порівняно з 2010 роком), іноземців було 15,8%. Густота населення становила 348 осіб/км².
За віковим діапазоном населення розподілялося таким чином: 25,3% — особи молодші 20 років, 63,7% — особи у віці 20—64 років, 10,9% — особи у віці 65 років та старші. Було 153 помешкань (у середньому 2,7 особи в помешканні).
Із загальної кількості 80 працюючих 15 було зайнятих в первинному секторі, 17 — в обробній промисловості, 48 — в галузі послуг.